# Tchaldoran
Tchaldoran (en persan : چالدران) est une ville située dans le nord de la province d'Azerbaïdjan occidental en Iran. Sa population est en majorité azérie. C'est près de cette ville que se trouve le monastère arménien Saint-Thaddée.

C'est le lieu de la bataille de Tchaldiran (ou Chaldoran ou Çaldıran), dans la première des guerres ottomano-persanes, le 23 août 1514.